# سويدان جزيرة
بلدة سويدان جزيرة هي قرية في سورية في جنوب شرقي محافظة دير الزور على طريق عام ديرالزور-هجين -البوكمال(خط الجزيرة) على الضفة الشرقية اليسرى (والتي تسمى الجزيرة) لنهر الفرات ، يقابلها على الضفة الثانية للنهر مدينة العشارة وسويدان شامية وغريبة ، وتبعد عن دير الزور جزيرة حوالي مسافة 80 كم تقريباً ، وهي تابعة لناحية ذيبان التابعة لمنطقة الميادين ، ويحدها من جهة الشمال قرية درنج ومن جهة الجنوب قرية الجرذي الغربي(البورحمة) ومن جهة الشرق البادية أو ما تسمى عند السكان المحليين (الظهرة) ومن جهة الغرب نهر الفرات ، وتبلغ مساحتها حوالي 8950 دونما

## التسمية
من المعروف أن أهل هذه المناطق يسمون أكثر مناطقهم باسم العشيرة أو القبيلة التي تسكن المنطقة، وقد سكن هذه المنطقة قبل عشرات السنين قبيلة الجبور وكانت إحدى بطون القبيلة تسمى (سويدان) نسبة إلى الجد الأكبر للعشيرة وكان قسم كبير من هذه العشيرة (سويدان) يسكنون في هذه القرية أي في الضفة الشرقية لنهر الفرات والتي تسمى (الجزيرة) ، أما بقية العشيرة فكانت تسكن في الضفة المقابلة (الشامية) من نهر الفرات، ولذلك سميت المنطقة التي تسكنها العشيرة على الضفة الشرقية (الجزيرة) بـ(سويدان الجزيرة) أما الضفة الغربية (الشامية) فسميت بـ(سويدان شامية) وقد تم مؤخراً دمج سويدان شامية مع مدينة العشارة ، ولكن العشيرة تعرضت لحرب شديدة من قبل عشيرة العقيدات ، فأدت هذه الحرب إلى رحيل الجبور عن المنطقة، فسكن العقيدات في مكان الجبور، وخاصة عشيرة البوحسن التي تنتمي للعقيدات، وقد وجدت سبب التسمية الذي ذكرته في المعجم الجغرافي السوري الصادر عن وزارة الدفاع في الجمهورية العربية السورية

## السكان
يبلغ عدد سكان القرية حوالي 10 آلاف نسمة موزعين في أحياء القرية.